# Niphargus submersus
Niphargus submersus is een vlokreeftensoort uit de familie van de Niphargidae. De wetenschappelijke naam van de soort is voor het eerst geldig gepubliceerd in 1945 door Derzhavin.